# 科什基區

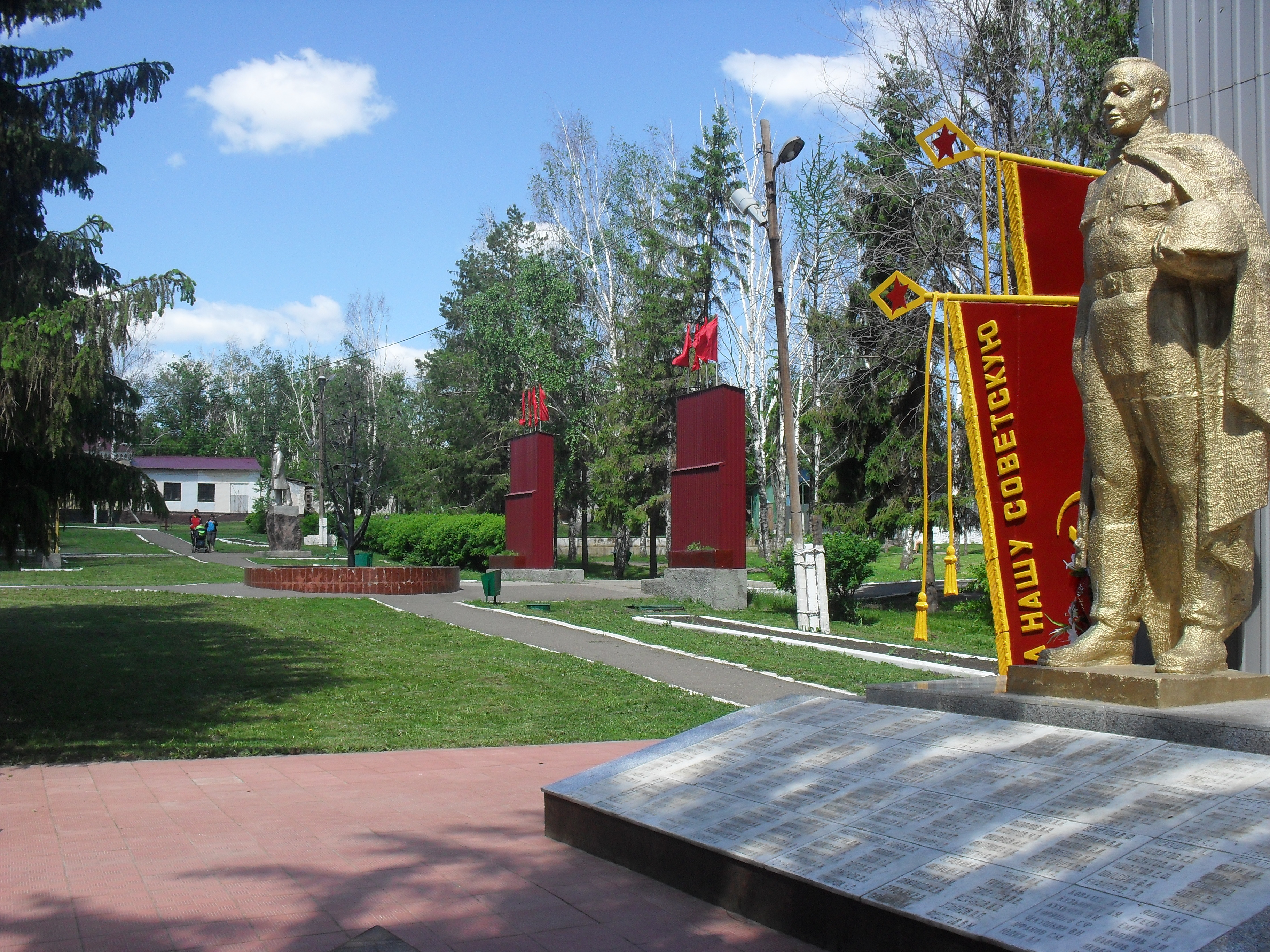

科什基區（俄语：Кошкинский район），是俄羅斯的一個區，位於該國西南部，由薩馬拉州負責管轄，面積1,750平方公里，2010年該區人口24,194，人口密度每平方公里13.83人。